# Universidade de Cuiabá
Universidade de Cuiabá  é uma instituição privada de ensino superior localizada na cidade de Cuiabá, fundada em 19 de Abril de 1988, pelo então Reitor Altamiro Belo Galindo. Atualmente possui campus nas cidades de Primavera do Leste, Rondonópolis, Sinop, Sorriso, Tangará da Serra e outras dentro de Cuiabá. A Instituição, após a extinção do Centro Universitário Cândido Rondon, tornou-se mantenedora do Centro Universitário de Cuiabá.

## Faculdades do Grupo
- Faculdade de Ciências Sociais Aplicadas.
- Faculdade de Ciências Agrárias e Exatas.
- Faculdade de Ciências Jurídicas e Sociais Aplicadas.
- Faculdade de Direito de Tangará da Serra.
- Faculdades Integradas de Sorriso.

## Venda
Em 2010, a universidade foi vendida pelos seus fundadores junto com sua controladora, a IUNI educacional, para o grupo Kroton pelo valor de 600 milhões de reais.   Em 2014, o Cade aprovou a fusão do grupo com a Anhanguera Educacional, tornando-se o maior conglomerado educacional do Brasil.

## Controvérsias
Em 2010, após denúncias, foi descoberto um esquema de fraude no vestibular de medicina da instituição, onde diversos alunos teriam sido pegos utilizando escutas entre outros meios para terem acesso ao gabarito da prova por até 20 mil reais. Investigações posteriores apontaram a participação de alunos do próprio curso de medicina, mas nenhuma medida administrativa foi tomada.
No ano de 2011, a universidade foi avaliada negativamente pelo MEC após o resultado no Conceito Preliminar de Curso, recebendo nota 2 e, consequentemente, teve que reduzir o número de vagas no vestibular do curso de medicina; a UNIC teria afirmado que a culpa era, em parte, dos alunos e que a mesma oferecia estrutura e professores qualificados na instituição. Representantes do centro acadêmico de medicina teriam tentado enviar à universidade uma nota de repúdio com exigência de desculpas, mas a reitoria da instituição teria se recusado a receber o documento. Os diretores da faculdade de medicina foram demitidos pouco tempo depois.
Em 2013, o Tribunal Regional do Trabalho teria negado um recurso feito pela IUNI, controladora da UNIC, devido uma condenação de assédio moral sofrida pela universidade. Em 2009, a reitoria a UNIC teria convocado 100 colaboradores do setor de serviços gerais da universidade e demitido  20 funcionários; a universidade chamava três funcionários por vez até uma sala para comunicar sua demissão, com o objetivo, segundo a juíza, de causar terror nos funcionários que aguardavam do lado de fora. Decisão do TST em setembro de 2018 manteve a condenação da universidade.
O Diretório Central de Estudantes da UNIC, enviou, em março de 2014, uma nota de repúdio contra a universidade que passou a circular nas redes sociais. Segundo afirmado por vários alunos da universidade, a diretora do curso de enfermagem teria agido e feito comentários preconceituosos contra alunos bolsistas do Prouni e Fies, dizendo, segundo o relato, que tais alunos não teriam direito de reclamar sobre a má estrutura do curso, já que eles não pagavam mensalidade.  Aparentemente não houve pronunciamento da reitoria da instituição sobre o fato.
Em 2014, o Ministério da Educação recebeu diversas denúncias a respeito da má qualidade de ensino oferecido pela instituição no curso de direito, tendo as denuncias sido feitas através de um abaixo assinado feito pelos alunos e professores, além de uma representação feita a OAB do estado, tendo a universidade recebido uma visita para averiguar as denuncias realizadas. Segundo o presidente da ordem, a universidade apresentaria um modelo de educação mercantilista, voltado apenas para a quantidade e não pela qualidade, indo contra as políticas que constam na lei de Diretrizes Básicas da Educação.
Em 2015, o centro de Várzea Grande foi vendido para a FAUC.
Em agosto de 2015 os alunos do curso de Odontologia iniciaram um movimento de insatisfação contra a universidade que logo alcançou vários cursos da instituição. Segundo relatos, a universidade passou a oferecer um desconto na mensalidade de mais de 50 por cento para alunos de outras instituições particulares, enquanto que os alunos originais da universidade pagavam o valor total.
Isso causou uma superlotação nas salas de aula e sucateamento dos laboratórios da universidade. Inicialmente recusando-se a responder as demandas dos alunos, a reitoria da universidade informou que a medida tentava corrigir o caixa da UNIC, que passa por uma crise financeira por má administração.
De maneira inédita para cortar custos, a UNIC passou a ministrar muitas aulas por videoconferência, além de tornar a supervisão dos trabalhos de conclusão de curso online, fazendo com que muitos alunos tivessem que interromper as supervisões presenciais com os professores.
No inicio de 2017, a universidade foi acusada de fraudar o Fies , tendo o grupo Kroton sido o maior beneficiário de um esquema que recebia dinheiro do governo federal indevidamente.

### Cursos
Atualmente a universidade oferece cursos de graduação e pós-graduação.